# Diagonal ZeroZero
L'edifici Diagonal ZeroZero, també conegut com a Torre Telefónica, és un gratacels ubicat a l'inici de l'avinguda Diagonal de Barcelona, inclòs a l'Inventari del Patrimoni Arquitectònic de Catalunya.

## Història i descripció
S'aixeca a la zona on es va celebrar el Fòrum Universal de les Cultures (2004) i presideix, juntament amb l'Hotel Princess, l'extrem de l'avinguda Diagonal. Va ser projectat per l'estudi d'arquitectura d'Enric Massip-Bosch amb criteris d'aprofitament energètic i bioclimàtic, i construït entre 2016 i 2011. El 2010 guanyà el Quantrium Prize al millor projecte, mentre que aquest mateix any quedà com a novè millor gratacel del món al premi Emporis Skyscraper Award.
Es tracta d'un gran gratacel, estilitzat, que fa 110 m d'alçada i consta de 24 plantes totalment diàfanes en els seus interiors. La planta és en forma de rombe o diamant, amb unes arestes fortament marcades, en especial la que apunta en direcció a l'avinguda i a la ciutat, i que fan de contrapunt amb l'angle que caracteritza l'edifici Fòrum (Museu Blau). La façana és tota de vidre i està recoberta per un entremat de nervis blancs fets d'alumini, de tal manera que dota d'una il·lumincació natural i lleugeresa a tota l'edificació. Aquestes dues característiques realçen la verticalitat d'una manera molt natural i fan que l'edifici s'integri fàcilment amb l'horitzó marítim.
Propietat del Consorci de la Zona Franca de Barcelona, l'edifici està arrendat a Telefónica, que hi té la seva seu a Catalunya.

## Galeria

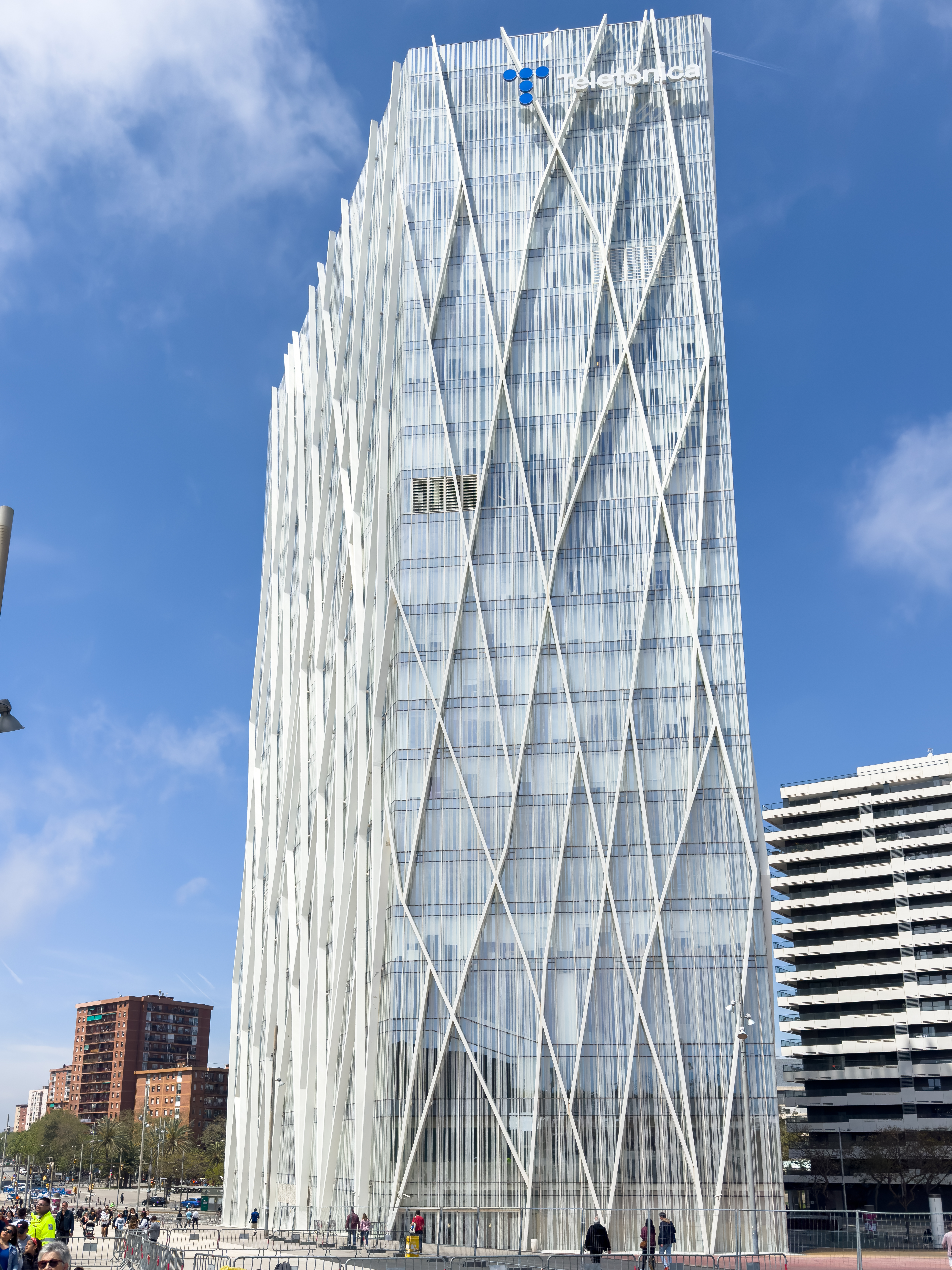
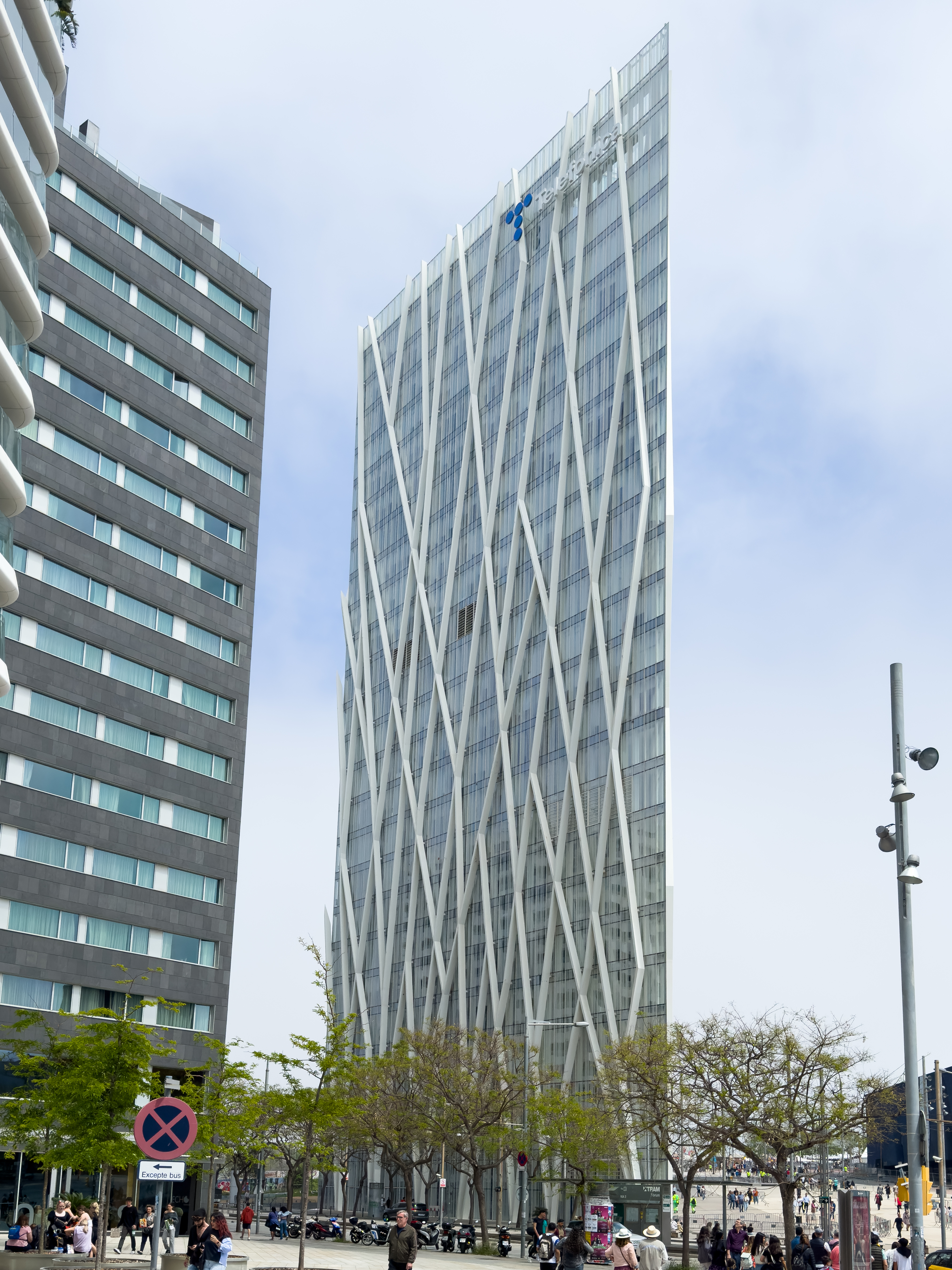
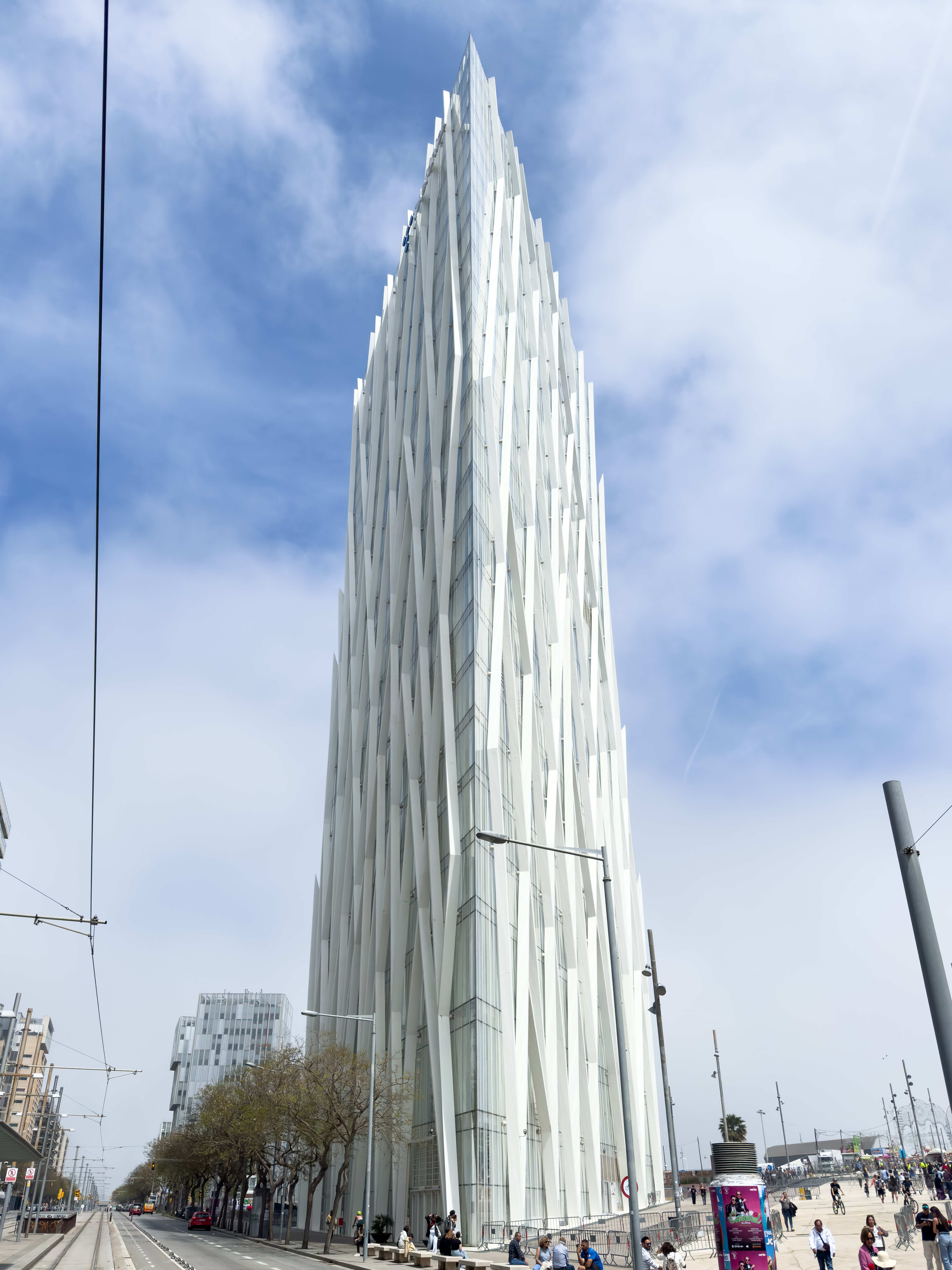
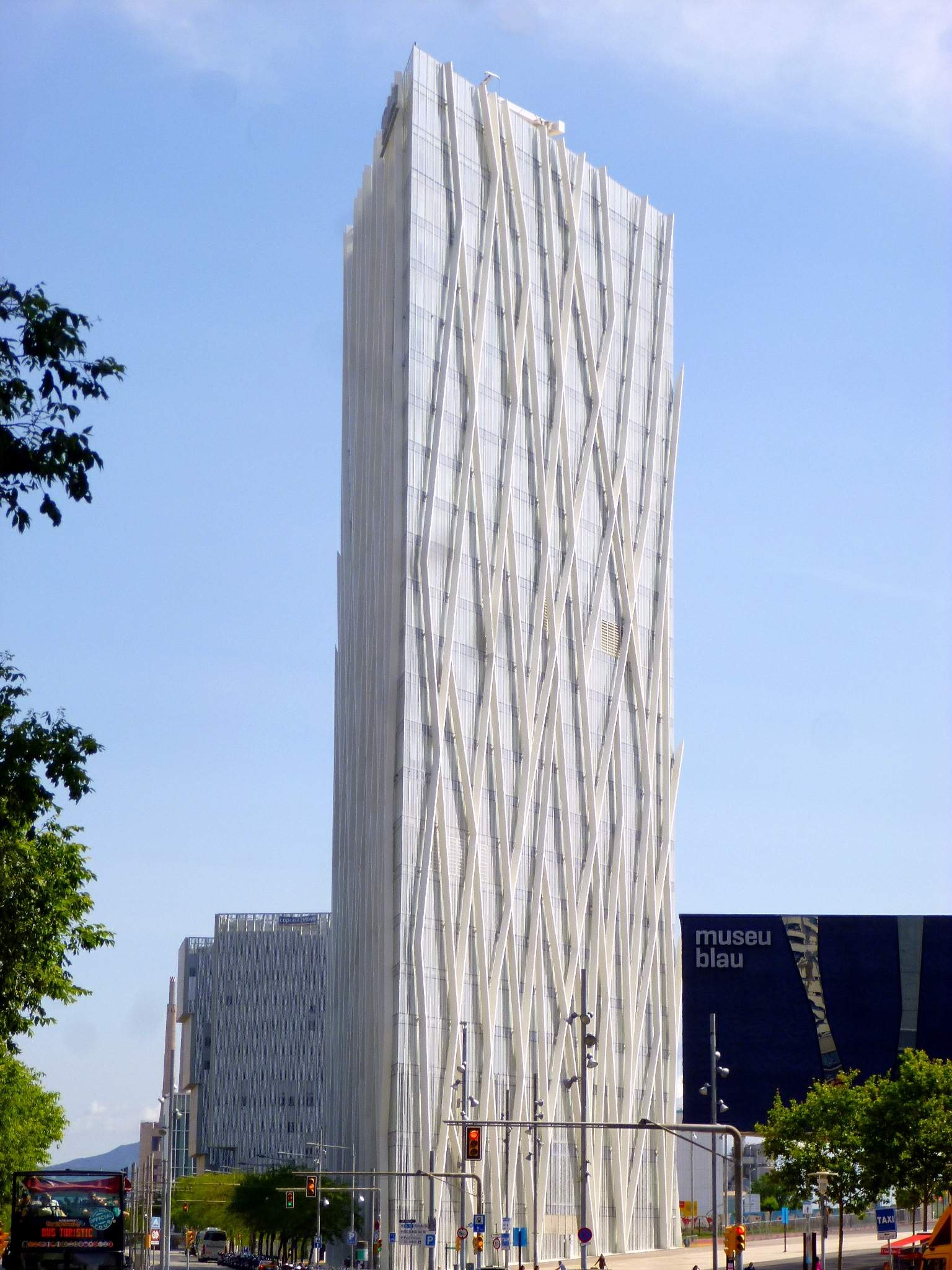
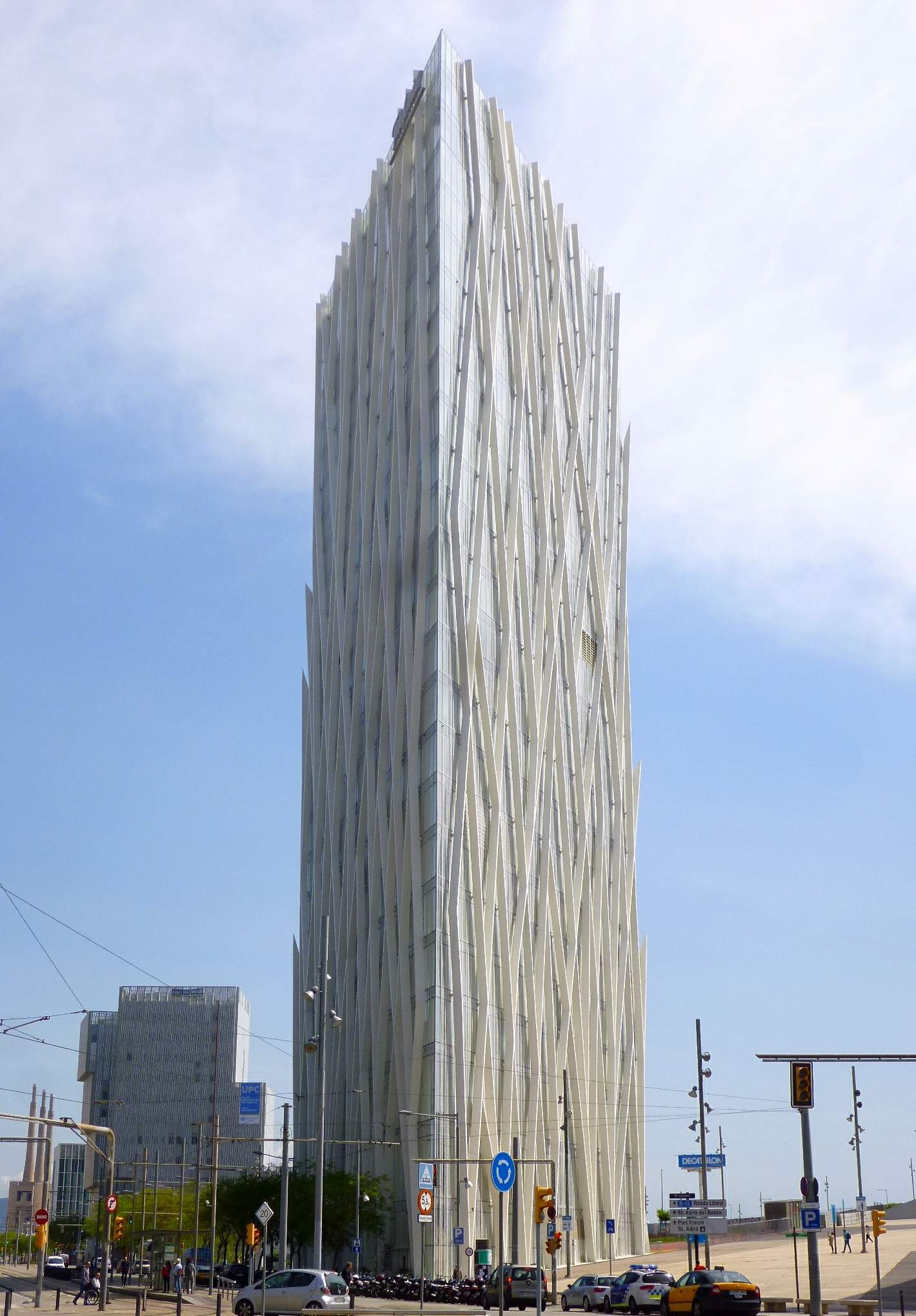
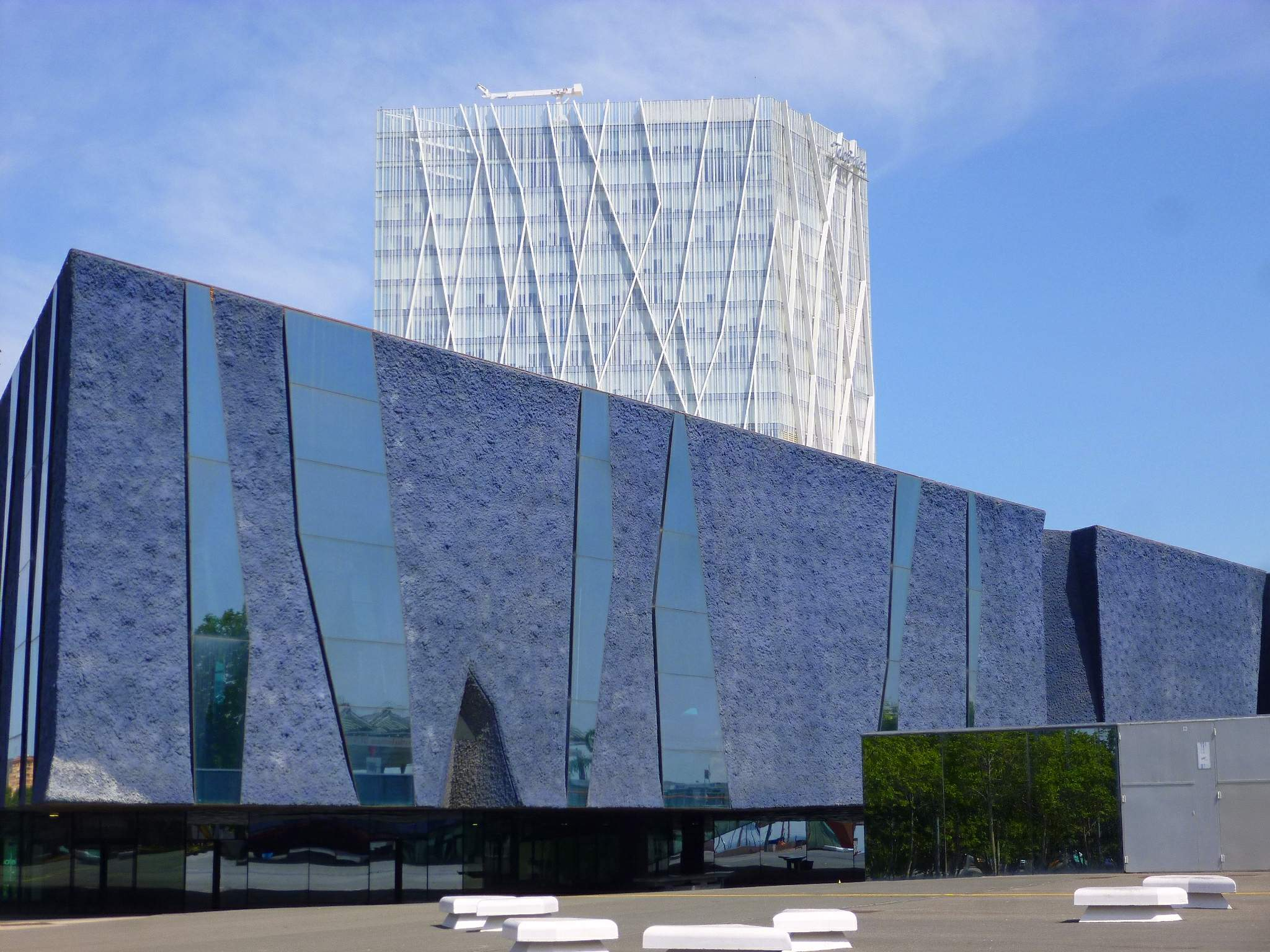